# Comisión de Derecho Internacional

Comisión

La Comisión de Derecho Internacional (CDI) es un organismo creado por la Asamblea General de las Naciones Unidas en 1947 con el objetivo de codificar y promocionar el Derecho internacional. Su trabajo ha sido fundamental en la adopción de diversos tratados u otros instrumentos internacionales, como la Convención de Viena sobre el Derecho de los Tratados o la Corte Penal Internacional, sobre la que emitió una primera propuesta ya en 1949.
La Comisión de Derecho Internacional prepara proyectos relacionados con el Derecho internacional que pueden ser incorporados a las convenciones y abiertos para su ratificación por los Estados. Algunas de esas convenciones forman la base de las normas que rigen las relaciones entre los Estados; entre ellas, la convención sobre relaciones diplomáticas o la convención sobre los usos de los cursos de agua internacionales.
- Datos: Q684656